# Higginsia pulcherrima
Higginsia pulcherrima är en svampdjursart som beskrevs av Gustavo Pulitzer-Finali 1993. Higginsia pulcherrima ingår i släktet Higginsia och familjen Heteroxyidae. Inga underarter finns listade i Catalogue of Life.